# Władysław Kluger (bibliofil)
Władysław Kluger (ur. 1879, zm. 1953 w Edynburgu) – polski lekarz i bibliofil.
Był synem Władysława (1849-1884), inżyniera budowy dróg i mostów, a zarazem podróżnika (fundatora znanej kolekcji peruwiańskiej w krakowskim Muzeum Archeologicznym). Ukończył studia medyczne i wykonywał w Krakowie zawód lekarza. Cieszył się opinią humanisty, znawcy i kolekcjonera dzieł sztuki, bibliofila. Posiadał m.in. zbiór ekslibrisów. Przyjaźnił się z historykiem sztuki Ignacym Chrzanowskim.
6 listopada 1922 był obecny na spotkaniu szesnastu krakowskich bibliofilów, które zaowocowało powołaniem Towarzystwa Miłośników Książki. Od początku istnienia Towarzystwa aktywnie uczestniczył w jego pracach, wchodząc w latach 1924-1925 w skład Komisji Rzeczoznawców, a przez kolejne trzy lata w skład zarządu. W 1925 pełnił funkcję redaktora naczelnego pierwszych dwóch tomów (łącznie sześciu zeszytów) miesięcznika Towarzystwa Miłośników Książki "Silva Rerum".
W redagowanym przez siebie piśmie ogłosił artykuł Na marginesie zbiorowego wydania Wyspiańskiego ("Silva Rerum", tom I, zeszyt 2, 1925), w którym zwrócił uwagę, że Stanisław Wyspiański nie powinien być traktowany wyłącznie jako literat, ale także jako grafik książkowy, uzupełniający staranną oprawą graficzną własne utwory. Kluger był ponadto współautorem, obok m.in. Franciszka Biesiadeckiego, humorystycznego dzieła Marginalia, przygotowanego przez Towarzystwo Miłośników Książki w Krakowie z okazji promocji doktorskiej Kazimierza Piekarskiego i nawiązującego tytułem do cyklu odczytów Piekarskiego z dziejów książki; w barwnym opisie całego wydarzenia Promocja doktorska Kazimierza Piekarskiego i towarzyszące jej uroczystości (z pamiętnika naocznego świadka) Kluger zawarł satyryczne spojrzenie na krakowskie środowisko bibliofilskie. Piekarski był następcą Klugera na stanowisku redaktora naczelnego "Silva Rerum".
Po II wojnie światowej Władysław Kluger znalazł się na emigracji, zmarł w Edynburgu wiosną 1953.